# 神户乌贼
神户乌贼又名摳鼻墨魚（学名：Sepia kobiensis）为乌贼科乌贼属的动物。分布于日本群岛、马来群岛、缅甸、斯里兰卡、阿拉伯海、波斯湾，包括东海、南海等海域，生活环境为海水，多见于沿岸以及水深100米内。其生存的海拔下限为-100米。该物种的模式产地在日本神户湾。其种加词“kobiensis ”意为“日本神户的”。